# 防火安全技術者
防火安全技術者（ぼうかあんぜんぎじゅつしゃ）は、2005年（平成17年）10月に東京都火災予防条例（1962年（昭和37年）3月東京都条例第65号）の一部が改正されたことにより新設された技能資格である。

## 講習

### 受講資格
特になし

### 講義内容
- 3日間の講習であり、第1日目は防火避難課程、第2日目は火気電気課程、第3日目は消防設備課程となる。それぞれの課程を修了した場合には防火安全技術講習修了者(第2種)となり、全ての課程の修了者は防火安全技術講習修了者(第1種)となる。

### 効果測定
それぞれの専門課程で、効果測定がある。時間は20分で、問題は10問。6問以上の正解で合格となる。大半の人は合格となるが、受講者は仕事で必要なので受講している。従って、専門知識がなくて、受講している人はまずいない。防火管理者と同様に考えてはいけない。

### 受講修了者が行える業務
- 全課程修了者

1. 各種届出内容の調査
2. 防火安全に関する助言
3. 消防調査への立会い
4. 優良防災対象物認定調査基準適合状況調査

- 一部課程修了者

1. 各専門課程に対応した各種届出
2. 優良防災対象物認定調査基準適合状況調査（防火避難課程及び火気電気課程）

### 防火安全技術者の活用範囲の拡大
防火安全技術者が工事等の設計時から竣工時まで関与して消防法令の適合状況調査や助言が行われることを条件に、建物やテナントの所有者等において義務となる届出や検査受検を省略することが可能となっており、様々な活用が図られている。
- 消防用設備等設置計画の届出等省略（平成22年4月1日運用開始）として、東京都火災予防条例第58条の2により、消防用設備等の設置を行おうとする場合は、工事着手10日前までに消防署長に消防用設備等設置計画を届け出なければならないが、設置に係る計画または工事に関し、防火安全技術者により消防法令への適合状況調査又は防火安全への助言が行われた上で条件を満たした場合は、この届出を省略できる。
- 防火対象物工事等計画の届出等省略（平成23年9月1日運用開始）として、東京都火災予防条例第56条により、防火対象物の建築、修繕、模様替え等に係る工事を行う場合は、工事着手7日前までに消防署長に防火対象物工事等計画を届け出なければならないが、工事部分の管理権原者及び用途に変更がなく、現に消防関係法令違反が存在しない場合に、防火安全技術者が消防署の行う使用検査に立ち会うことを条件として、この届出を省略できる。
- 防火対象物一時使用開始届出の検査省略及び一時使用期間の延長（平成23年9月1日運用開始）として、東京都火災予防条例第56条の3により、防火対象物一時使用を届出し消防署長による使用検査で支障がないと認められた場合は、月4日以内に限定して一時的に用途を変更し（たとえば不特定者の出入りする店舗等）として使用することができるところ、防火安全技術者が所定の事前確認を行い、消防署長の審査で支障ないと認められた場合は使用検査受検を省略できる。また、上記において使用検査を受けた場合、月4日までである一時使用期間を月7日まで延長して実施することができる。
- 禁止行為の解除承認申請の現地調査省略（平成23年9月1日運用開始）として、東京都火災予防条例第23条により指定された場所での喫煙、裸火の使用又は危険物品の持込みをする場合に必要な禁止行為解除承認申請及び消防署長の審査及び現地調査を受ける必要があるが、喫煙のみの申請又はスモークマシンの使用のみの申請に限り、防火安全技術者が解除基準の適合状況を事前確認することを条件として、消防署長が支障ないと認めた場合は現地調査受検が省略される。

### 他の資格を受験をした場合の特典
- 防火安全技術者になると、防火管理技能講習の受講資格を得る。そして、防火管理技能講習の受講に際しては、「火災安全工学の理論の基礎知識」の受講を免除される。但し、効果測定は免除されない。防火管理技能講習の修了者は、防火管理技能者となる。